# ナショナル ジオグラフィック・パートナーズ
ナショナル ジオグラフィック・パートナーズ（National Geographic Partners）は、非営利団体のナショナル ジオグラフィック協会と、ウォルト・ディズニー・カンパニーのテレビ放送部門ウォルト・ディズニー・テレビジョンによる合弁企業。雑誌の発行や専門チャンネルの運営を通して、協会及びその研究に関する広報活動を行っている。
元々は21世紀フォックスとナショナル ジオグラフィック協会によって設立されたが、2019年3月20日にウォルト・ディズニー・カンパニーが21世紀フォックスの大部分を買収したことで、その事業を受け継いだ。

## 概要
1997年、ナショナル ジオグラフィック協会は、21世紀フォックスの前身であるニューズ・コーポレーションと共同でテレビチャンネル「ナショナル ジオグラフィック」を立ち上げた。そのためこの2つの組織には強い結びつきができていた。
2015年9月9日、ナショナル ジオグラフィック協会は21世紀フォックスと共に新たに営利目的の組織としてナショナル ジオグラフィック・パートナーズを設立することを発表した。そして雑誌「ナショナル ジオグラフィック」の発行、テレビ番組の製作・放送などメディアに関する事業はこの組織の元で行われる事となった。
2019年3月20日にウォルト・ディズニー・カンパニーが21世紀フォックスを買収したため、フォックスの持ち分はウォルト・ディズニー・テレビジョン（ディズニー・メディア・ネットワーク）に移行し、テレビチャンネルもウォルト・ディズニー・テレビジョン傘下となった。